# Hälltjärnen (Silvbergs socken, Dalarna)
Hälltjärnen är en sjö i Säters kommun i Dalarna och ingår i Dalälvens huvudavrinningsområde.